# 河川における管理者不明の橋

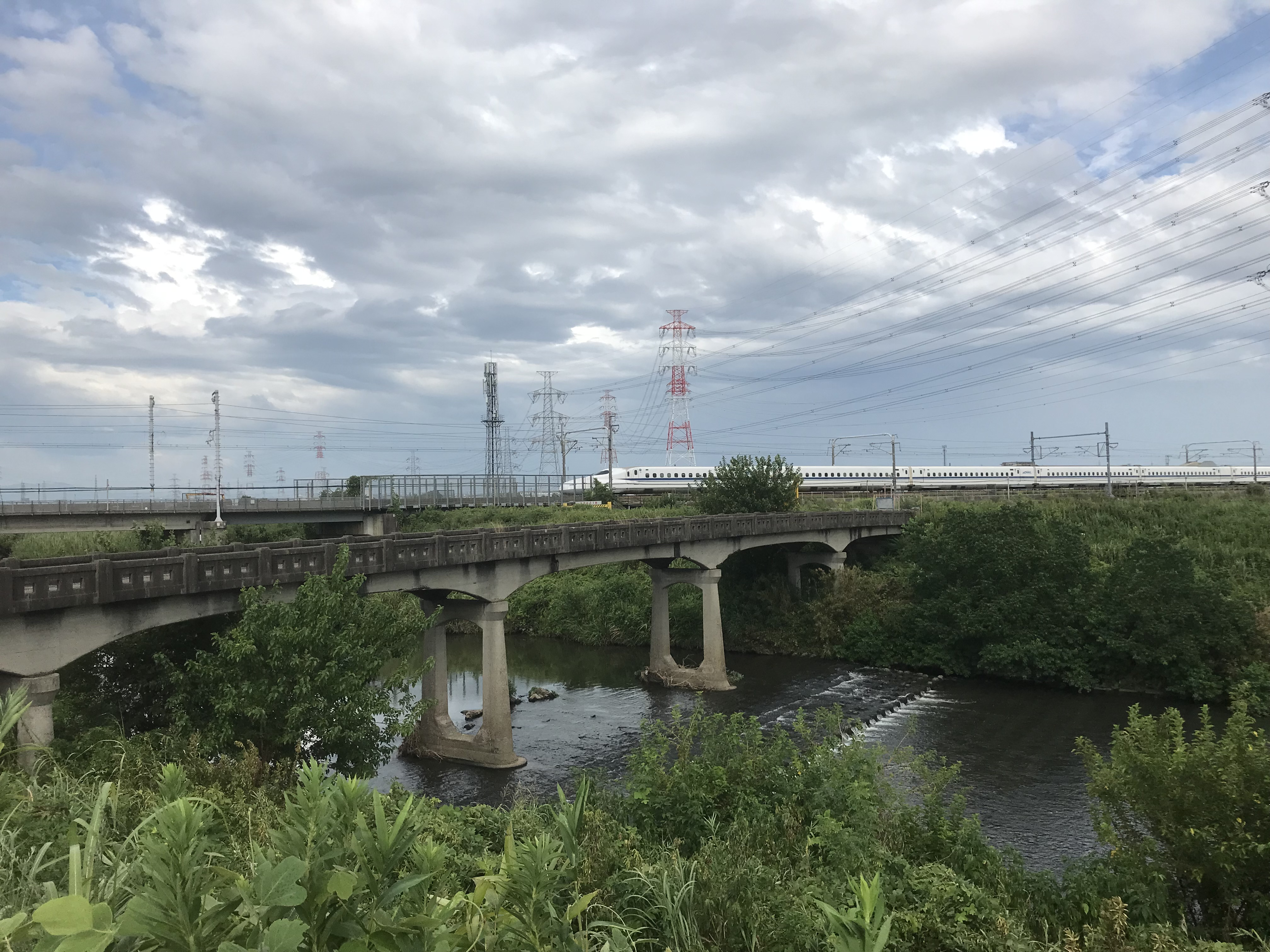
愛知県中部を流れる境川に架かる清水橋（大府市および刈谷市）は昭和初期に建造された勝手橋の一つ。

河川における管理者不明の橋（かせんにおけるかんりしゃふめいのはし）は、日本において、河川に架けられているが設置者が不明で、誰が管理するか決まっていない管理者不明の橋のことである。川の周辺住民などが通行の便のために勝手に設置したものが多いとされ、2021年11月下旬にマスメディアから「勝手橋」の呼び名で報道された。
日本では河川法により河川に橋など工作物を設置、占用する場合、河川を管理する自治体の許可が必要で、橋の維持・管理は設置者に義務づけられている。このため、勝手橋は法に反するほか、点検や補修などの維持管理がされずに放置されているものも多く、浸水被害や事故が発生しており問題となっている。2025年には、福島県で浸水被害を助長させたとして、勝手橋を行政代執行で撤去した事例もある。
なお、河川の占用許可手続きを定めた河川法の施行は1965年であり、これ以前に架けられた橋は許可を受けたとみなす経過措置の対象とされ、みなし許可橋とされた経緯があり、勝手橋の多くはみなし許可橋の可能性があるという。
こうした橋は国土交通省の2022年5月の調査で回答分だけで日本全国に9697か所存在し、最も多い滋賀県では2138の勝手橋が見つかっている。これは、滋賀県が管理する河川に架かる橋の4分の1にあたる。